# Hlohovec
Hlohovec (węg. Galgóc) – miasto powiatowe na Słowacji, w kraju trnawskim nad Wagiem. Około 22,7 tys. mieszkańców (2011).
W mieście rozwinął się przemysł farmaceutyczny, metalurgiczny, odzieżowy, drzewny oraz spożywczy.

## Współpraca

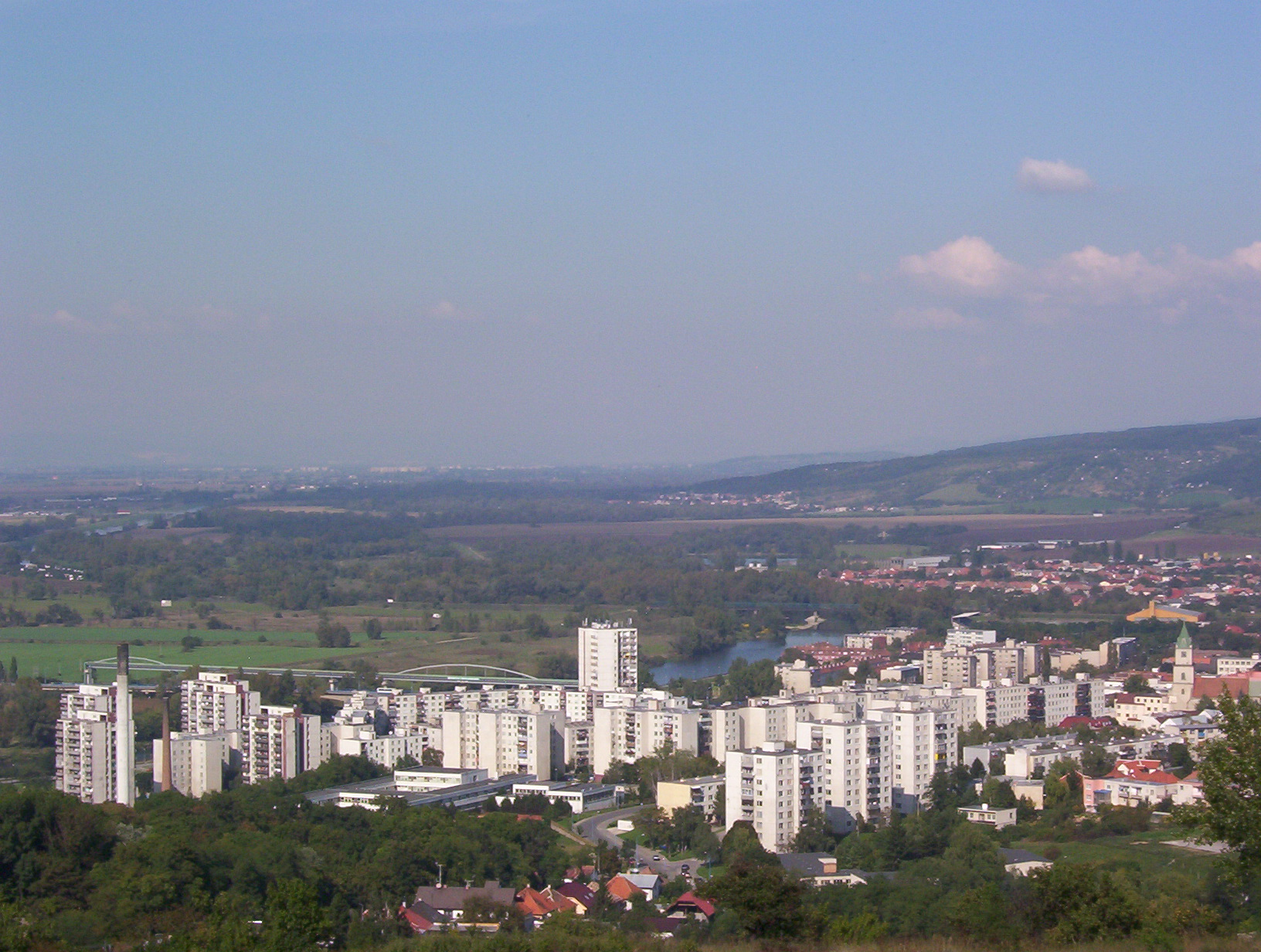
Panorama miasta Hlohovec

Miejscowość partnerska:
- De Panne, Belgia